# Parque estatal El Ocotal
Parque Estatal El Ocotal es un Área Natural Protegida del Estado de México, México, se ubica en el municipio de Atlacomulco a 85 kilómetros de la ciudad de Toluca.
Fue nombrado parque natural por decreto del 23 de julio de 1977 y es gestionado por la Comisión Estatal de Parques Naturales y de la Fauna, en conjunto con los ejidatarios del lugar. El Ocotal cuenta con 122 hectáreas de terreno en los que se distribuye el pino característico del lugar y de donde toma su nombre, el ocote.
En él habitan varias especies de animales típicas de esa región del Estado de México, como el conejo, el ratón de campo, ardilla, liebre, tlacuache, tejón, zorzal, colibrí, víreo, parido, perchero, halcón, cernícalo, carpintero, culebra, víbora, salamandra y peces introducidos como la carpa.
Su clima es de temperatura templada, entre los 12 °C y 14 °C , pero por las noches desciende drásticamente.